# Anatole Abragam
Anatole Abragam (* 5. Dezember 1914 in Grīva, Gouvernement Witebsk; † 8. Juni 2011 in Paris) war ein französischer Physiker lettischer Herkunft, der große Beiträge im Bereich der Kernspinresonanzspektroskopie geliefert hat.

## Leben
Abragam emigrierte 1925 mit seiner Familie nach Frankreich. Nachdem er von 1933 bis 1936 an der Universität von Paris studiert hatte, diente er im Zweiten Weltkrieg. Nach dem Krieg ging er seinen Studien an der École supérieure d’électricité weiter nach und wurde 1950 bei Maurice Pryce an der Universität Oxford promoviert. Von 1960 bis 1985 war er Professor für nuklearen Magnetismus am Collège de France.
Sein 1961 erschienenes Buch Principles of Nuclear Magnetism über Kernmagnetismus gilt heute als Standardwerk.
Er war seit 1947 beim Kommissariat für Atomenergie (CEA) und leitete von 1962 bis 1970 dessen Physikabteilung. Ab 1967 war er zudem Präsident der französischen physikalischen Gesellschaft.

## Auszeichnungen und Mitgliedschaften
- 1958 Holweck-Preis
- 1982 Lorentz-Medaille
- 1992 Matteucci-Medaille
- 1995 Lomonossow-Goldmedaille der Russischen Akademie der Wissenschaften
- Prix Hughes und Prix Cognac-Jay der Académie des sciences

Er war Ehrendoktor der Universitäten von Kent, Oxford (1976) und des Technion in Haifa (1985). 1976 wurde er Honorary Fellow sowohl des Merton College und des Jesus College der Oxford University. Er war Kommandeur der Ehrenlegion und der Palmes Academiques und erhielt das Großkreuz des Ordre national du Mérite.
1980 hatte er die Lorentz Professur an der Universität Leiden.
Er war Mitglied der Académie des sciences (1973), der American Academy of Arts and Sciences (1974), der National Academy of Sciences (1977), der Academia Europaea (1990), der Russischen Akademie der Wissenschaften (1999), der Royal Society (1983) und der Päpstlichen Akademie der Wissenschaften.

## Bücher
von A. Abragam
- Principles of Nuclear Magnetism, Clarendon Press, Oxford 1961, ISBN 0-198-520-14X
- Electron Paramagnetic Resonance of Transisition Ions, zusammen mit Brebis Bleaney, Oxford University Press, Oxford 1977, ISBN  0-198-512-503
- Nuclear Magnetism. Order and Disorder, mit M. Goldman, Clarendon Press, Oxford 1982, ISBN 0-198-512-945
- Reflections of a Physicist, Oxford University Press, Oxford 1986, ISBN 0-198-519-648
- De la physique avant toute chose?, Odile Jacob, Paris 2000, ISBN 2-738-109-144

von und über A. Abragam
- Time Reversal: An Autobiography, Clarendon Press, Oxford 1989, ISBN 0-198-539-266